# Jamie Foxx
Eric Marlon Bishop (sinh ngày 13 tháng 12 năm 1967), thường được biết đến rộng rãi là Jamie Foxx, là một diễn viên, diễn viên hài và ca sĩ người Mỹ. Năm 1991, anh tham gia dàn diễn viên với tư cách là người chơi nổi bật trong chương trình hài kịch phác thảo In Living Color cho đến khi chương trình kết thúc vào năm 1994. Sau thành công này, Foxx được giao cho bộ phim truyền hình sitcom The Jamie Foxx Show, trong đó anh đóng vai chính, đồng sáng tạo và được sản xuất, phát sóng trong 5 mùa được đánh giá cao từ năm 1996 đến 2001 trên Mạng truyền hình WB. Sau đó, anh được biết đến rộng rãi với vai diễn Ray Charles trong bộ phim tiểu sử Ray năm 2004, bộ phim mà anh đã giành được Giải Oscar, BAFTA, Giải thưởng của Hiệp hội Diễn viên Màn ảnh, Giải Phim do Nhà phê bình lựa chọn và Giải Quả cầu vàng cho Nam diễn viên chính xuất sắc nhất, trở thành nam diễn viên thứ hai giành được cả năm giải Nam diễn viên chính cho cùng một màn trình diễn. Cùng năm đó, Foxx được đề cử Giải Oscar cho Nam diễn viên phụ xuất sắc nhất cho vai diễn trong bộ phim tội phạm Collateral. Kể từ mùa xuân năm 2017, Foxx là người dẫn chương trình và nhà sản xuất điều hành của chương trình trò chơi của Fox Beat Shazam.
Các vai diễn khác bao gồm Nhân viên trung sĩ Sykes trong Jarhead (2005), giám đốc điều hành thu âm Curtis Taylor Jr. trong Dreamgirls (2006), Thám tử Ricardo Tubbs trong bộ phim chuyển thể năm 2006 của loạt phim truyền hình Miami Vice, Django Freeman trong phim Django Unchained (2012), siêu phản diện Electro trong The Amazing Spider-Man 2 (2014) và Spider-Man: No Way Home (2021) của Marvel Studios, Will Stacks trong Annie (2014), gangster Leon "Bats" Jefferson III trong Baby Driver (2017) và vai Walter McMillian trong Just Mercy (2019), nơi anh ấy nhận được đề cử Giải thưởng SAG .
Foxx cũng là một nhạc sĩ từng đoạt giải Grammy, sản xuất bốn album, lọt vào top 10 của US Billboard 200: Unp Dự đoán (2005), đứng đầu bảng xếp hạng, Intuition (2008), Best Night of My Life (2010), và Hollywood: A Story of a Dozen Roses (2015).

## Đầu đời và giáo dục
Eric Marlon Bishop sinh ngày 13 tháng 12 năm 1967,  tại Terrell, Texas. Ông là con trai của Darrell Bishop (đổi tên thành Shahid Abdula sau khi chuyển sang đạo Hồi), người đôi khi làm môi giới chứng khoán, và Louise Annette Talley Dixon. Ngay sau khi chào đời, Foxx được nhận nuôi và nuôi dưỡng bởi bố mẹ nuôi của mẹ anh, Estelle Marie (Nelson), một người giúp việc nhà và điều hành nhà trẻ, và Mark Talley, một công nhân sân. Anh ấy có rất ít liên lạc với cha mẹ đẻ của mình, những người không phải là một phần trong quá trình nuôi dạy của anh ấy. Foxx được nuôi dưỡng trong khu da đen của Terrell, vào thời điểm đó là một cộng đồng bị phân biệt chủng tộc. Anh thường thừa nhận ảnh hưởng của bà mình trong cuộc sống của anh là một trong những lý do lớn nhất giúp anh thành công.
Foxx bắt đầu chơi piano khi mới 5 tuổi. Anh ấy có một sự giáo dục Baptist nghiêm ngặt, và khi còn là một thiếu niên, anh ấy là một nghệ sĩ dương cầm bán thời gian và trưởng nhóm hợp xướng trong Nhà thờ Baptist Niềm Hy vọng Mới của Terrell. Tài năng kể chuyện thiên bẩm của anh ấy đã được chứng minh khi còn là học sinh lớp ba, khi giáo viên của anh ấy sẽ sử dụng anh ấy như một phần thưởng: nếu cả lớp cư xử tốt, Foxx sẽ kể chuyện cười cho họ. Foxx theo học tại trường trung học Terrell , nơi anh nhận được điểm cao nhất và chơi bóng rổ và bóng đá (ở vị trí tiền vệ). Tham vọng của anh ấy là chơi cho Dallas Cowboys, và anh ấy là cầu thủ đầu tiên trong lịch sử của trường vượt qua hơn 1.000 mét. Anh ấy cũng hát trong một ban nhạc có tên là Leather and Lace. Sau khi hoàn thành chương trình trung học, Foxx nhận được học bổng vào Đại học Quốc tế Hoa Kỳ, nơi anh học sáng tác âm nhạc và nghệ thuật biểu diễn .

## Sự nghiệp

### 1989–2003: Bắt đầu và ra mắt sự nghiệp diễn xuất
Foxx lần đầu tiên kể chuyện cười tại một đêm mic mở của câu lạc bộ hài kịch vào năm 1989, sau khi nhận lời tán tỉnh của bạn gái. Khi nhận thấy rằng các nữ diễn viên hài thường được gọi trước để biểu diễn, anh ấy đã đổi tên mình thành Jamie Foxx, cảm thấy rằng đó là một cái tên đủ mơ hồ để không cho phép bất kỳ thành kiến nào. Anh ấy chọn họ của mình để tưởng nhớ đến nghệ sĩ hài da màu Redd Foxx. Foxx tham gia dàn diễn viên của In Living Color vào năm 1991, nơi nhân vật tái diễn của anh là Wanda cũng có chung tên với bạn và đồng nghiệp của Redd, LaWanda Page. Sau vai diễn định kỳ trong bộ phim hài kịch sitcom Roc, Foxx tiếp tục đóng vai chính trong bộ phim sitcom The Jamie Foxx Show của riêng anh, từ năm 1996 đến năm 2001, và anh ấy cũng sản xuất thông qua công ty Foxx Hole Productions của mình.
Foxx xuất hiện lần đầu trong bộ phim hài Toys năm 1992. Vai diễn ấn tượng đầu tiên của anh là trong bộ phim Any Given Sunday của Oliver Stone năm 1999, nơi anh được chọn vào vai một tiền vệ khó tiệc tùng, một phần vì nền tảng bóng đá của riêng anh. Trong quá trình quay phim, Foxx đã chiến đấu với diễn viên LL Cool J.
Năm 2001, Foxx đóng cùng Will Smith trong bộ phim tiểu sử Ali của Michael Mann. Ba năm sau, Foxx đóng vai tài xế taxi Max Durocher trong phim Mann Collateral cùng với Tom Cruise, bộ phim mà anh nhận được những đánh giá xuất sắc và đề cử cho Giải Oscar cho Nam diễn viên phụ xuất sắc nhất .
Năm 1994, Foxx phát hành một album (trên hãng thu âm Fox ) mang tên Peep This, không thành công về mặt thương mại. Năm 2003, Foxx xuất hiện trong video âm nhạc của Benzino cho "I'll You", có sự tham gia của LisaRaye McCoy và Mario Winans.

### 2003–2006:Ray,Unpredictable, vàDreamgirls

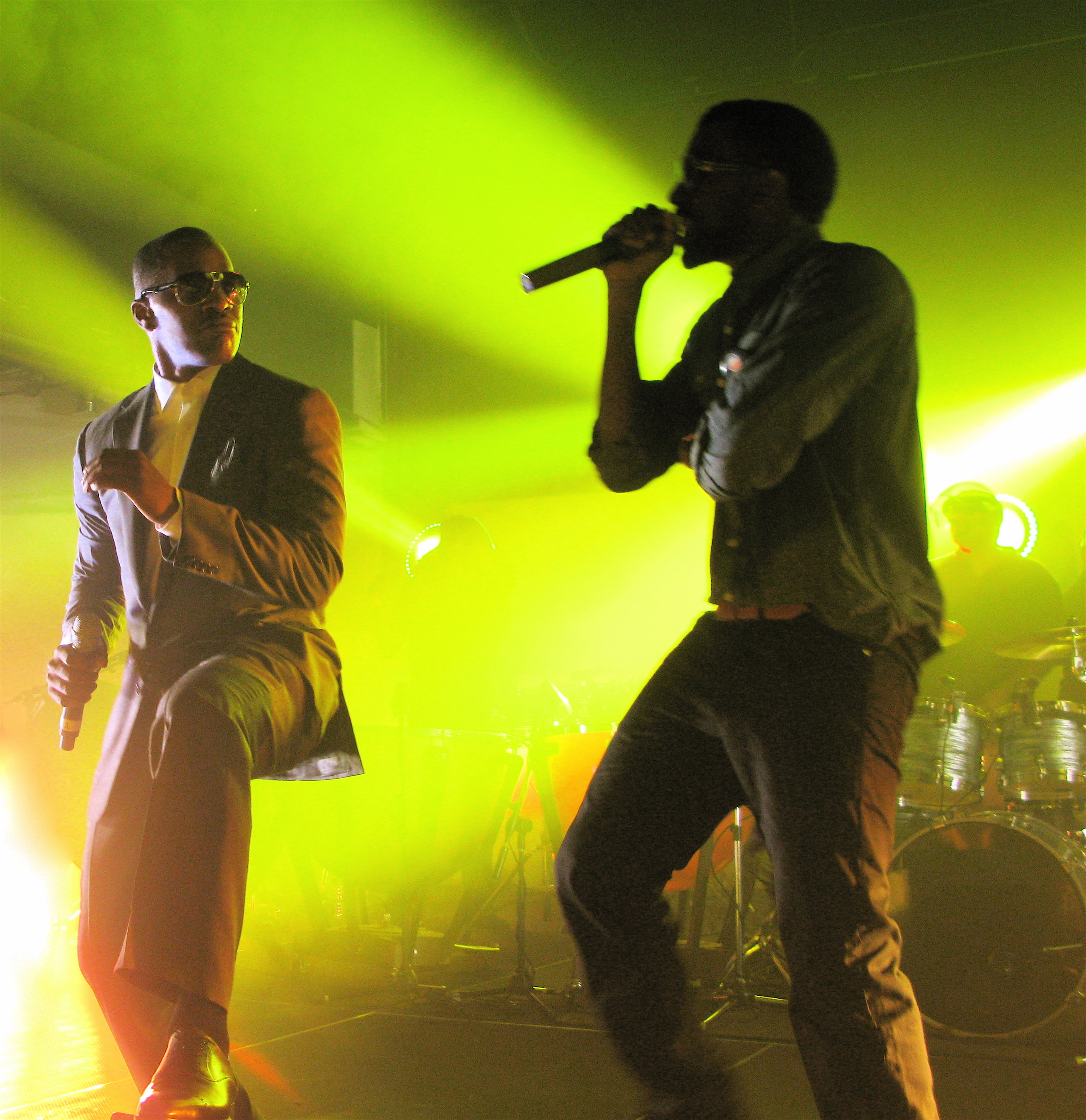
Foxx và Kanye West biểu diễn "Gold Digger".

Năm 2003, Foxx thể hiện trong bài hát của rapper Twista , "Slow Jamz", cùng với Kanye West, đạt vị trí số 1 trên bảng xếp hạng đĩa đơn Billboard Hot 100 của Mỹ và hạng 3 trên bảng xếp hạng đĩa đơn của Vương quốc Anh. Lần hợp tác thứ hai của anh với Kanye West , "Gold Digger", trong đó Foxx hát đoạn hook "I Got a Woman" của Ray Charles -influured, sau đó tiến thẳng lên vị trí số 1 trên Billboard Hot 100, giữ nguyên vị trí đó trong 10 tuần. Năm 2005, Foxx thể hiện trong đĩa đơn "Georgia" của rapper Atlanta Ludacris và Field Mob, lấy mẫu bản hit "Georgia on My Mind" của Ray Charles.
Foxx cũng sẽ đóng vai Ray Charles trong bộ phim tiểu sử Ray (2004), bộ phim mà anh đã giành được Giải Oscar cho Nam diễn viên chính xuất sắc nhất và Giải BAFTA cho Nam diễn viên chính xuất sắc nhất. Foxx là nam thứ ba trong lịch sử (sau Barry Fitzgerald và Al Pacino ) nhận được hai đề cử Oscar về diễn xuất trong cùng một năm cho hai bộ phim khác nhau là Collateral và Ray. Năm 2005, Foxx được mời gia nhập Viện Hàn lâm Khoa học và Nghệ thuật Điện ảnh.
Foxx phát hành album phòng thu thứ hai, Unpredictable, vào tháng 12 năm 2005. Nó ra mắt ở vị trí thứ 2, bán được 598.000 bản trong tuần đầu tiên,  vươn lên vị trí số 1 vào tuần sau và bán được thêm 200.000 bản. Đến nay, album đã bán được 1,98 triệu bản tại Hoa Kỳ và được chứng nhận Bạch kim kép bởi RIAA. Album cũng xếp hạng trên Bảng xếp hạng Album của Vương quốc Anh , nơi nó đạt vị trí thứ 9.  Foxx trở thành nghệ sĩ thứ tư vừa giành được Giải thưởng Viện Hàn lâm cho một vai diễn vừa đạt được giải Không. 1 album ở Mỹ, tham gia cùng Frank Sinatra , Bing Crosbyvà Barbra Streisand . Đĩa đơn đầu tiên của Foxx trong album, ca khúc chủ đề "Unpredictable" (có sự góp mặt của Ludacris), đã lọt vào Top 10 đĩa đơn Billboard Hot 100 và cũng lọt vào bảng xếp hạng Top 20 đĩa đơn của Vương quốc Anh; bài hát lấy mẫu " Wildflower " của New Birth . Đĩa đơn Hoa Kỳ thứ hai trong album là "DJ Play a Love Song", tái hợp Foxx với Twista. Ở Anh, đĩa đơn thứ hai là "Extravaganza", chứng kiến Foxx một lần nữa hợp tác với Kanye West, mặc dù Foxx không xuất hiện trong video âm nhạc của bài hát.

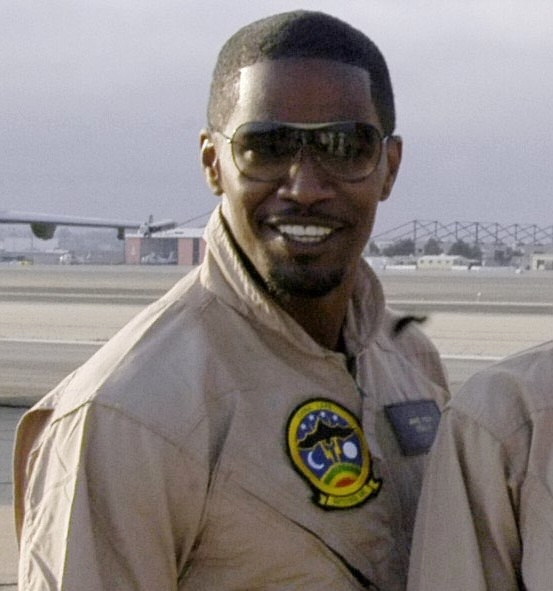
Foxx quảng bá phim Stealth vào tháng 7 năm 2005.

Tại Giải thưởng Truyền hình Giải trí Đen (BET) năm 2006 , Foxx đã giành giải Song ca / Hợp tác xuất sắc nhất với Kanye West cho "Gold Digger" và đồng hạng với "Be Without You" của Mary J. Blige cho Video của năm. Vào ngày 8 tháng 12 năm 2006, Foxx nhận được bốn đề cử Giải Grammy, bao gồm Màn trình diễn R & B xuất sắc nhất của một Bộ đôi hoặc Nhóm với Giọng ca cho những thay đổi tình yêu với Mary J. Blige, Album R&B hay nhất cho Unpredictable, Màn trình diễn Rap xuất sắc nhất của Bộ đôi hoặc Nhóm cho Georgia của Ludacris & Field Mob có Jamie Foxx, và Hợp tác Rap/Sung hay nhất cho Unpredictable với Ludacris.
Tiếp nối những thành công này, Foxx tiếp tục xuất hiện trong các bộ phim ăn khách tại phòng vé Jarhead, Miami Vice và Dreamgirls, giúp nâng tầm anh lên như một ngôi sao có khả năng ngân hàng ở Hollywood.

### 2007–2009:Intuition

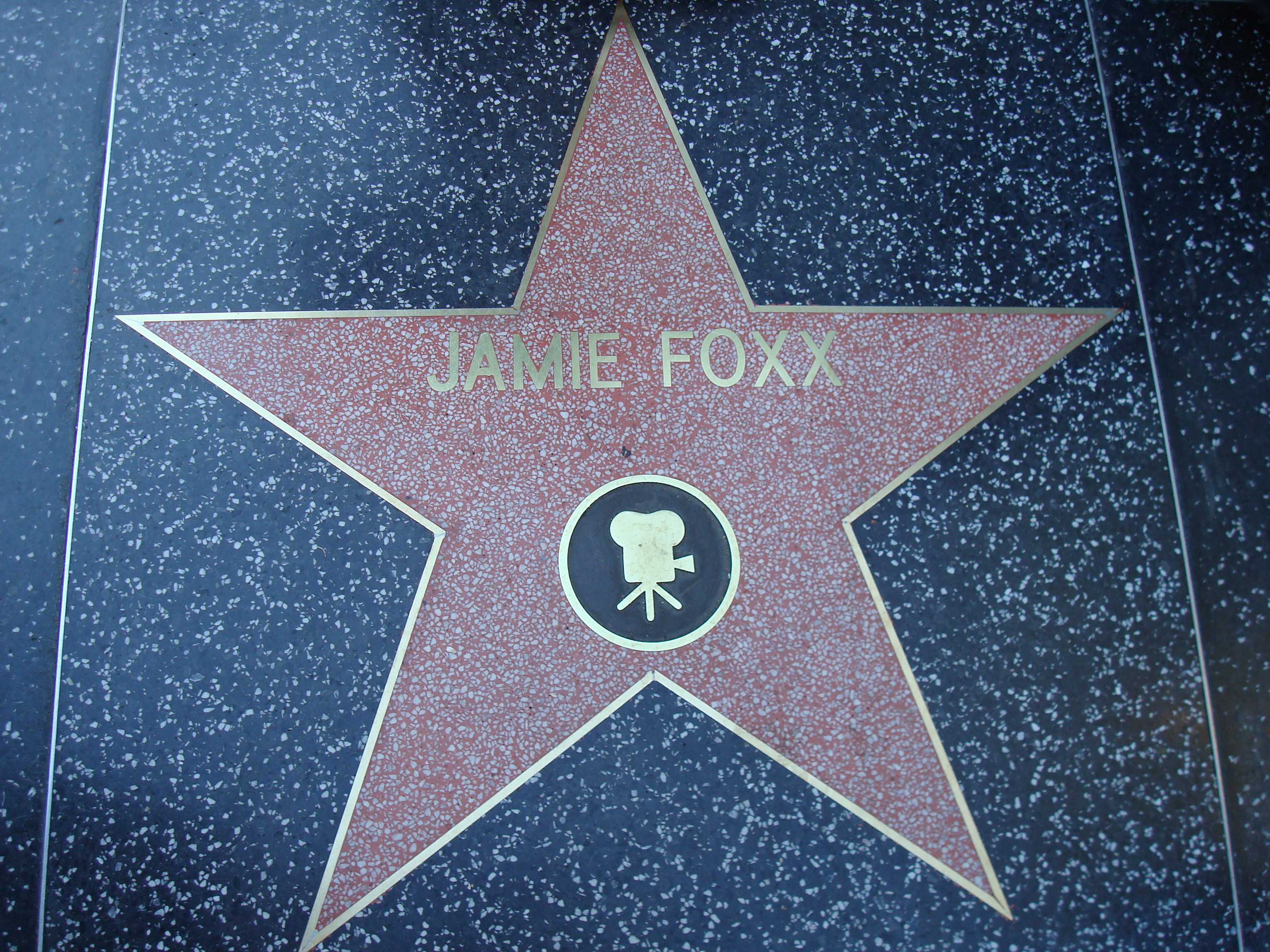
Ngôi sao của Foxx trên Đại lộ Danh vọng Hollywood.

Năm 2007 mang đến cho anh vai chính trong bộ phim hành động kinh dị The Kingdom cùng Chris Cooper, Jason Bateman, Jennifer Garner và Ashraf Barhom. Vào tháng 9 năm 2007, Foxx đã được trao một ngôi sao trên Đại lộ Danh vọng Hollywood: "[đó] là một trong những ngày tuyệt vời nhất trong cuộc đời tôi," Foxx nói. Vào tháng 4 năm 2009, Foxx đóng vai chính trong bộ phim kịch tính The Soloist. Vài tháng sau vào tháng 10 năm 2009, anh đóng vai chính cùng với Gerard Butler trong bộ phim kinh dị Law Abiding Citizen. Năm 2007, công ty FoxxKing Entertainment của anh ấy đã ký hợp đồng với MTV và VH1.
Foxx phát hành album thứ ba mang tên Intuition vào năm 2008, với sự góp mặt của Kanye West, TI, Ne-Yo, Lil 'Kim và T-Pain. Đĩa đơn đầu tiên của album, "Just Like Me " kết hợp với TI, được quảng bá bằng một video do Brett Ratner đạo diễn , có sự xuất hiện của nữ diễn viên Taraji P. Henson. Đĩa đơn thứ hai "Blame It" có sự góp mặt của T-Pain và trở thành đĩa đơn đứng đầu bảng xếp hạng Billboard Hot 100 và là đĩa đơn quán quân trên bảng xếp hạng Billboard Hot R&B / Hip-Hop Songs. Video âm nhạc "Blame It" do Hype Williams làm đạo diễn, có sự xuất hiện khách mời của Forest Whitaker, Samuel L. Jackson, Ron Howard, Quincy Jones và bạn diễn Jarhead của anh ấy, Jake Gyllenhaal, cùng những người khác.
Sự nghiệp âm nhạc của Foxx cũng có một số hợp tác. Năm 2007, anh thu âm bài hát "She Goes All the Way" với siêu sao nhạc đồng quê Rascal Flatts cho album Still Feels Good của họ. Foxx đã biểu diễn giọng hát đệm cho nghệ sĩ / nhạc sĩ Tank. Anh ấy đã xuất hiện cùng với "Please Excuse My Hands" của The-Dream on Plies. Anh cũng xuất hiện cùng với Fabolous trong bản phối lại "Miss Independent" của Ne-Yo. Foxx hợp tác với rapper The Game trong ca khúc "Around the World". Foxx cũng góp mặt trong đĩa đơn "Live in the Sky" của TI.
Vào ngày 22 tháng 1 năm 2007, Foxx ra mắt The Foxxhole , một kênh trên Đài phát thanh vệ tinh Sirius gồm các chương trình radio nói chuyện, album hài độc thoại và âm nhạc chủ yếu của các nghệ sĩ biểu diễn người Mỹ gốc Phi, cũng như nhiều tài liệu của riêng Foxx. Chương trình tạp kỹ nói chuyện riêng của Foxx The Jamie Foxx Show phát sóng vào các tối thứ Sáu trên The Foxxhole với các khách mời bao gồm các nhạc sĩ, diễn viên và các diễn viên hài đồng nghiệp; đồng tổ chức bao gồm Johnny Mack, Speedy, Claudia Jordan , The Poetess , Lewis Dix, Yvette Wilson , TDP và Tyrin Turner . Vào ngày 17 tháng 4 năm 2009 tập của The Jamie Foxx Show, Foxx và những người đồng tổ chức của anh ta đã thực hiện một số trò đùa khêu gợi và miệt thị liên quan đến ca sĩ tuổi teen Miley Cyrus .  Vài ngày sau, Foxx đưa ra lời xin lỗi công khai trên chương trình The Tonight Show với Jay Leno để đáp lại sự phản đối kịch liệt ngày càng tăng của công chúng và những lời chỉ trích trên truyền hình của cha Cyrus, ca sĩ nhạc đồng quê Billy Ray Cyrus .
Vào ngày 6 tháng 4 năm 2009, Foxx, một người hâm mộ lâu năm của nhạc đồng quê, đã biểu diễn ca khúc "You Look So Good in Love" của George Strait tại George Strait Artist of the Decade All-Star Concert. Jamie Foxx đã tổ chức lễ trao giải BET năm 2009 vào ngày 28 tháng 6 năm 2009, trong đó có một số lời tri ân dành cho ngôi sao nhạc pop Michael Jackson, người đã qua đời ba ngày trước khi chương trình diễn ra. Cùng với việc biểu diễn "Blame It" với T-Pain và " She Got Her Own " với Ne-Yo và Fabolous, Foxx đã mở đầu chương trình với màn trình diễn lại điệu nhảy "Beat It" của Jackson và kết thúc chương trình bằng một bản cover của" I'll Be There " của Jackson 5 với Ne-Yo. "Chúng tôi muốn kỷ niệm người đàn ông da đen này. Anh ấy thuộc về chúng tôi và chúng tôi đã chia sẻ anh ấy với mọi người khác.", Foxx nói trong buổi lễ.

### 2010–2012:Best Night of My LifevàDjango Unchained
Vào tháng 4 năm 2011, Foxx lồng tiếng cho chú chim hoàng yến Nico trong phim hoạt hình Rio . Trong mùa hè năm 2011, Foxx đã tham gia với tư cách là nhà sản xuất của In the Flow cùng với Affion Crockett trên Fox .
Foxx phát hành album thứ tư của mình, Best Night of My Life , vào ngày 21 tháng 12 năm 2010, gồm các đĩa đơn "Winner" (có Justin Timberlake và TI), "Living Better Now" (có rapper Rick Ross ) và "Fall for Your Type" (có sự góp mặt của rapper Drake ). Vào ngày 7 tháng 10, RCA Music Group thông báo rằng họ sẽ giải tán J Records cùng với Arista Records và Jive Records, có nghĩa là tất cả các nghệ sĩ (bao gồm cả Foxx) đã ký hợp đồng với ba hãng trước đó sẽ phát hành tài liệu trong tương lai của họ trên Thương hiệu RCA Records. Năm 2011, Jamie Foxx cũng góp mặt trong album Planet Pit của rapper Pitbull, trong bài hát "Where Do We Go".
Năm 2012, Foxx đóng vai chính là Quentin Tarantino do Django Unchained viết kịch bản và đạo diễn. Foxx đóng vai chính cùng với bạn diễn Ray, Kerry Washington, cũng như Christoph Waltz, Leonardo DiCaprio và Samuel L. Jackson. Trong một cuộc phỏng vấn về Django Unchained , Foxx nói với tạp chí Vibe : "Là một người da đen, điều đó luôn mang tính phân biệt chủng tộc. ... khi tôi về nhà những người bạn khác của tôi như thế nào trong ngày của bạn? Chà, tôi chỉ phải là người da trắng ít nhất là tám vài giờ hôm nay, [hoặc] tôi chỉ phải trắng trong bốn giờ." Cảnh quay đầy cảm xúc khi Foxx nói, "Thật khó quay khi bạn đang ở trong rừng trồng và đó là nơi tổ tiên của bạn bị bức hại và giết hại."
Vào ngày 25 tháng 11 năm 2012, tại Lễ trao giải BET's Soul Train, Foxx đã nói đùa: "Ở đây giống như một nhà thờ vậy. Trò đùa đã dẫn đến sự lên án từ một số Cơ đốc nhân, và Foxx đã trả lời: "Tôi là một truyện tranh [và] đôi khi tôi nghĩ mọi người hơi quá chặt chẽ." Trong khi dẫn chương trình Saturday Night Live vào ngày 8 tháng 12 năm 2012, để quảng bá cho Django Unchained, Foxx đã nói đùa về việc phấn khích "giết tất cả những người da trắng trong phim". Xuất hiện tại Giải thưởng Hình ảnh NAACP 2013, Foxx ca ngợi thành tích của người da đen, cho rằng "người da đen là những người tài năng nhất thế giới".

### 2013–nay:White House Down,Baby Driver,HollywoodvàProject Power

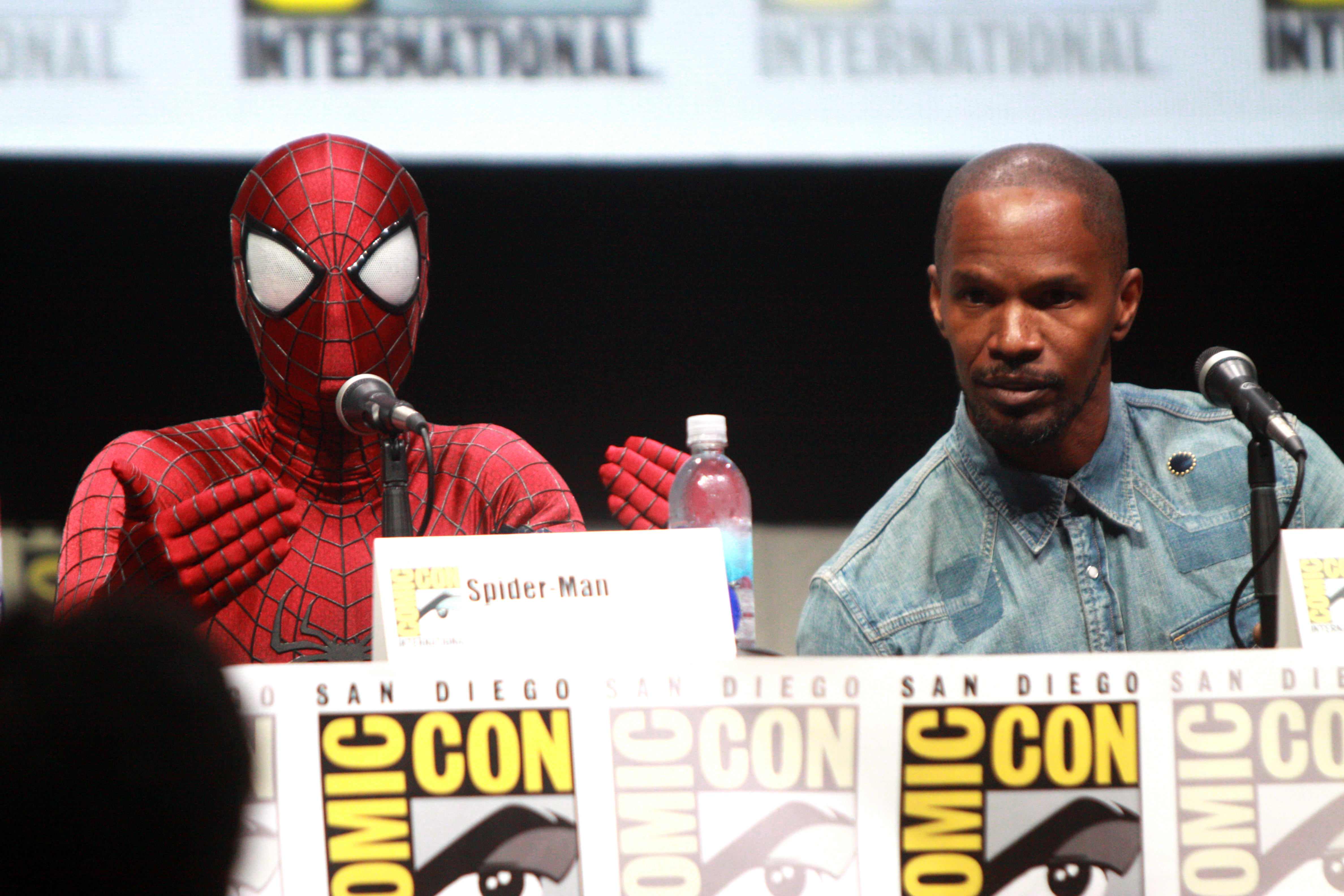
Foxx (phải) tại San Diego Comic-Con 2013 quảng bá The Amazing Spider-Man 2.

Năm 2013, Foxx được chọn vào vai Tổng thống James Sawyer trong White House Down cùng với Channing Tatum. Năm sau, Foxx xuất hiện trong The Amazing Spider-Man 2 với vai phản diện Maxwell "Max" Dillion / Electro, và đóng chung với Quvenzhané Wallis trong Annie, Will Smith và Jay-Z của Sony sản xuất bản cập nhật của vở nhạc kịch chuyển thể từ truyện tranh. Năm 2017, Foxx đóng vai Bats, một thành viên băng đảng hạnh phúc, trong bộ phim hành động Baby Driver của Edgar Wright.
Bản song ca Deja Vu tháng 10 năm 2014 của Foxx với Dionne Warwick xuất hiện trong album Feels So Good do Warwick phát hành. Anh đã phát hành album phòng thu thứ năm của mình, Hollywood: A Story of a Dozen Roses, vào ngày 18 tháng 5 năm 2015. Nó đứng đầu bảng xếp hạng Top R & B / Hip-Hop Albums và ở vị trí thứ 10 trên Billboard 200. Năm 2015, Giọng của Foxx đã được thể hiện trong đoạn điệp khúc của bài hát "Focus" của Ariana Grande.
Kể từ khi ra mắt lần đầu tiên vào năm 2017, Foxx đã là người dẫn chương trình và điều hành sản xuất của chương trình trò chơi Fox Beat Shazam, có tiền đề tương tự như định dạng trò chơi nổi tiếng một thời Name That Tune. Trong chương trình, ba nhóm của hai đối tác cố gắng đánh bại ứng dụng phần mềm Shazam trong việc xác định chính xác tiêu đề của các bài hát nổi tiếng với số tiền ngày càng cao, với một đội cuối cùng tranh giành giải thưởng tiềm năng 1 triệu đô la. Con gái của Foxx là Corinne bắt đầu đồng tổ chức chương trình vào mùa thứ hai vào năm 2018, thay thế DJ October Gonzalez. Chương trình đã phát sóng bốn mùa cho đến nay.
Đồng điều hành Foxx đã sản xuất bộ phim sitcom White Famous của Showtime năm 2017, bộ phim có sự tham gia của Jay Pharoah trong vai một bộ truyện tranh trẻ tuổi đầy khát vọng của người Mỹ gốc Phi và dựa trên sự nghiệp ban đầu của Foxx. Foxx cũng thỉnh thoảng xuất hiện trong chương trình với tư cách là chính mình. White Famous nhận được các đánh giá và xếp hạng ở mức trung bình, và bị hủy sau một mùa. 

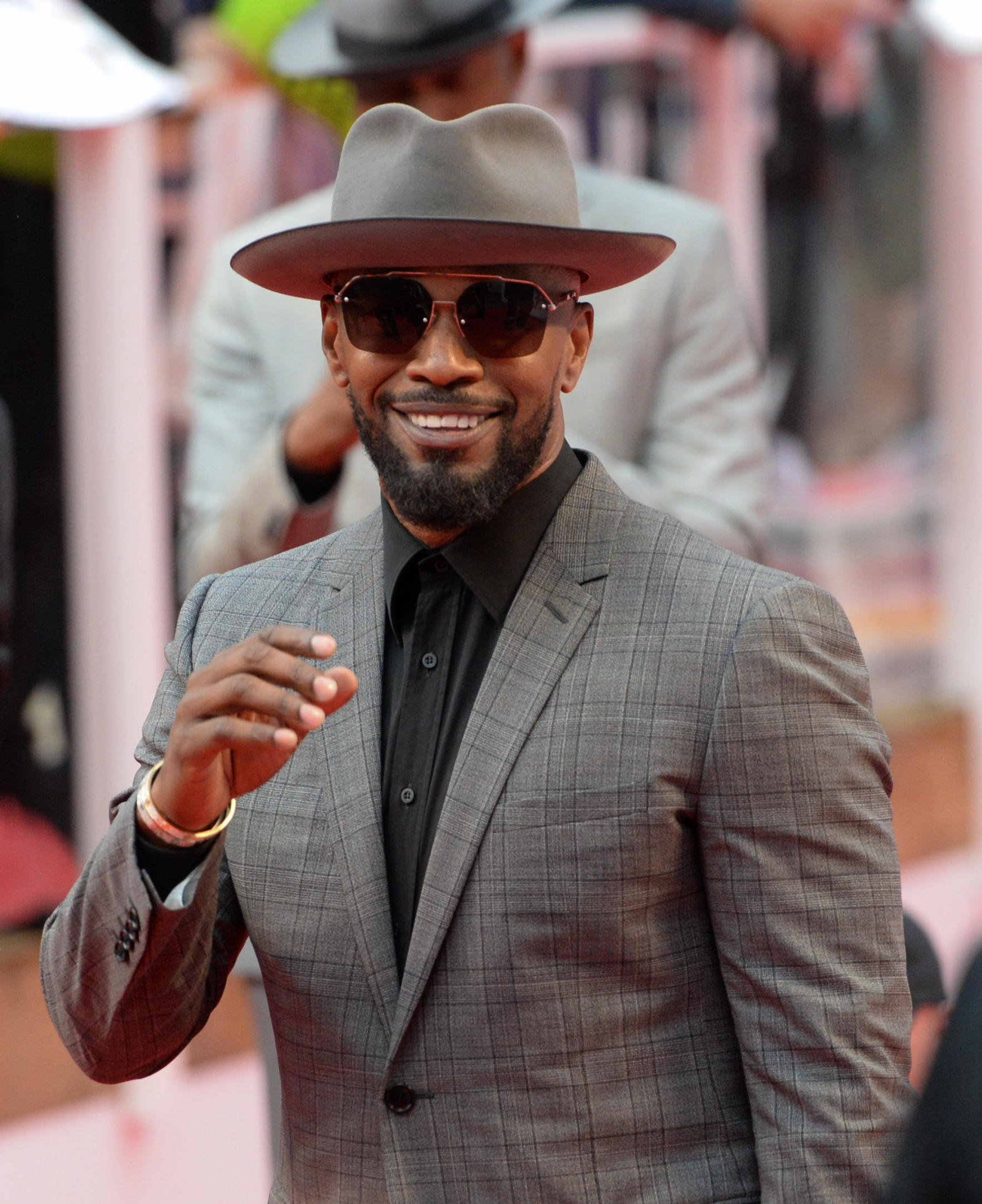
Foxx năm 2019.

Vào ngày 22 tháng 5 năm 2019, Foxx xuất hiện với vai George Jefferson trong Live in Front of a Studio Audience: Norman Lear's All in the Family và The Jeffersons trên ABC. Năm đó, anh đóng vai người tử tù bị kết án oan Walter McMillian trong bộ phim truyền hình Just Mercy, bộ phim mà anh đã nhận được sự hoan nghênh nhiệt liệt từ giới phê bình.
Foxx đóng vai chính trong Project Power, được đạo diễn bởi Ariel Schulman và Henry Joost, đóng cùng với Joseph Gordon-Levitt và Dominique Fishback, được phát hành vào ngày 14 tháng 8 năm 2020, bởi Netflix.
Vào ngày 13 tháng 11 năm 2019, Foxx được chọn đóng vai chính trong bộ phim Soul của Pixar. Soul dự kiến sẽ được công chiếu tại rạp vào ngày 19 tháng 6 năm 2020, nhưng do đại dịch COVID-19, Disney đã trì hoãn việc phát hành bộ phim đến ngày 25 tháng 12 năm 2020 trên Disney+.
Vào năm 2020, Foxx đã ký một thỏa thuận tổng thể với Sony Pictures Entertainment.
Foxx đồng sáng tạo, điều hành sản xuất và đóng vai chính trong bộ phim sitcom năm 2021 của Netflix Dad Stop Embarrassing Me!, trong đó anh đóng vai ông bố đơn thân của hai cô gái tuổi teen. Loạt phim đánh dấu sự trở lại của Foxx với định dạng phim sitcom sau khi The Jamie Foxx Show kết thúc vào năm 2001. Toàn bộ loạt phim tám tập được công chiếu vào ngày 14 tháng 4 năm 2021 trên Netflix. Nó đã bị hủy bỏ sau một mùa giải.
Anh ấy đã đóng lại vai Max Dillion / Electro trong Spider-Man: No Way Home (2021), lấy bối cảnh là Marvel Cinematic Universe .
Năm 2021, Foxx cho ra mắt cuốn hồi ký Act Like You Got Some Sense: And Other Things My Dau Girls Taught Me, tập trung vào cuộc sống gia đình của anh ấy, cả khi còn nhỏ và khi trưởng thành.

#### Dự án sắp tới
Vào ngày 29 tháng 5 năm 2018, Foxx được chọn vào vai Al Simmons trong dự kiến khởi động lại loạt phim Spawn, do Todd McFarlane làm đạo diễn. Năm 2015, Foxx bắt đầu đóng vai cựu võ sĩ quyền anh Mike Tyson trong bộ phim tiểu sử Finding Mike; vào năm 2020, anh bắt đầu tập thể dục để có được cơ bắp cho vai diễn này. Vào năm 2021, dự án chuyển thành một miniseries, do Antoine Fuqua làm đạo diễn .

## Vấn đề pháp lý
Vào tháng 4 năm 2003, Foxx dính vào một vụ việc với hai cảnh sát đang cố gắng hộ tống anh và em gái anh ra khỏi sòng bạc Harrah ở New Orleans. Các nhân viên khẳng định bên Foxx đã không xuất trình được giấy tờ tùy thân khi nhập cảnh. Ban đầu bị buộc tội xâm phạm, gây rối trật tự, tấn công các sĩ quan cảnh sát và chống lại việc bắt giữ, Foxx không bào chữa cho việc gây rối trật tự để đổi lấy các cáo buộc khác và bị kết án sáu tháng tù treo kèm theo hai năm quản chế và phạt 1.500 đô la.

## Cuộc sống cá nhân

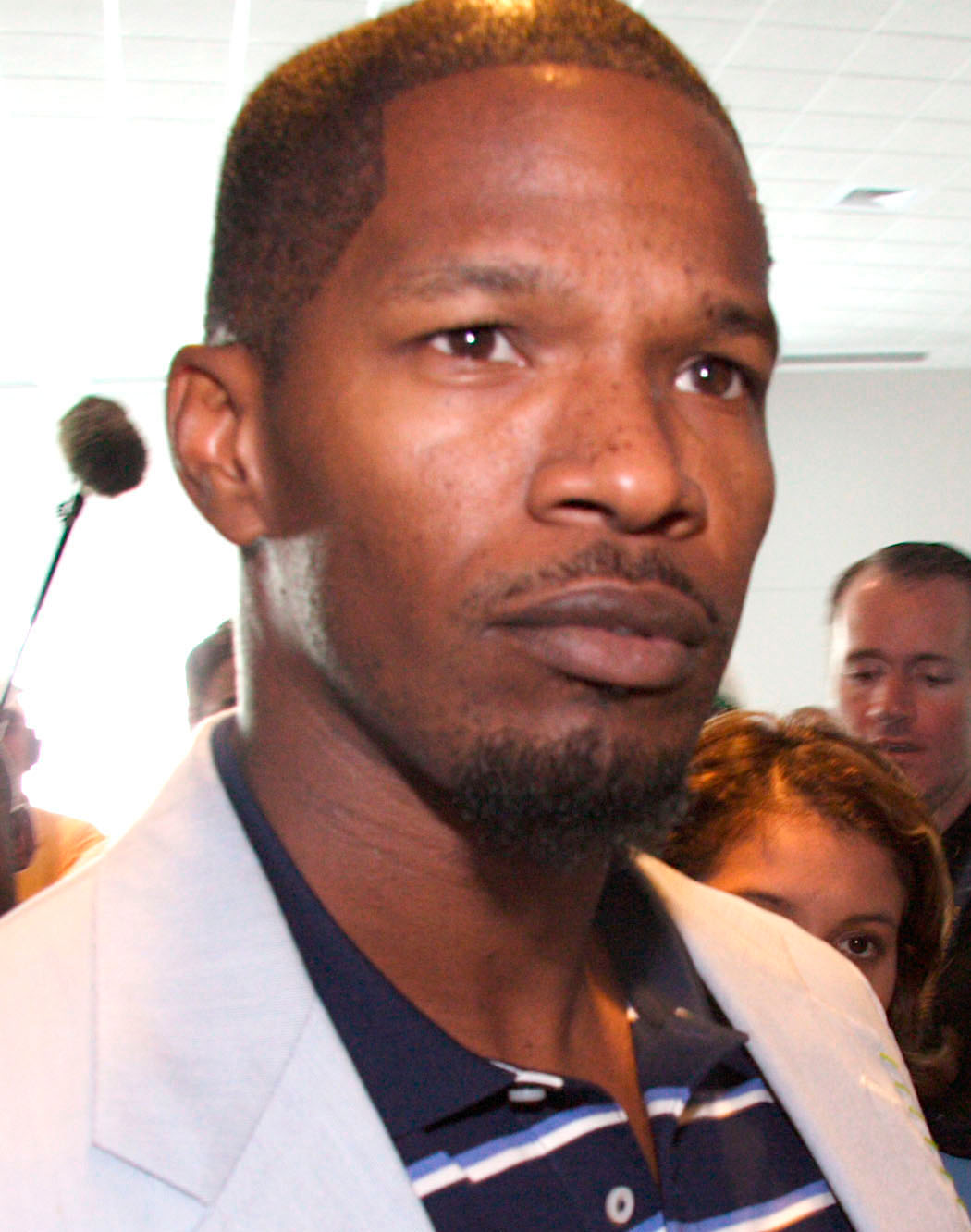
Foxx năm 2005.

Foxx có hai con gái: Corinne (sinh năm 1994) và Anelise (sinh tháng 8 năm 2009). Corinne ra mắt chính thức tại Bal des débutantes vào tháng 11 năm 2014 và được vinh danh là Hoa hậu Quả cầu vàng 2016 vào ngày 18 tháng 11 năm 2015.
Vào năm 2008, Foxx đã quay một đoạn thông báo dịch vụ công cộng cho tổ chức Do Something để thúc đẩy các động lực ăn uống trong cộng đồng địa phương.
Từ năm 2013 đến 2019, Foxx có quan hệ tình cảm với nữ diễn viên Katie Holmes.
Vào ngày 18 tháng 1 năm 2016, Foxx đã giải cứu một người đàn ông trẻ tuổi khỏi một chiếc xe đang bốc cháy bị rơi bên ngoài nhà của anh ta. Tài xế Brett Kyle đang điều khiển chiếc xe tải của mình "với tốc độ cao" thì chiếc xe tải này sang đường, lao xuống mương thoát nước và cán qua người nhiều lần. Kyle bị bắt vì lái xe trong tình trạng có cồn .
Vào ngày 26 tháng 10 năm 2020, Foxx thông báo qua Instagram rằng em gái 36 tuổi Deondra Dixon của anh đã qua đời. Dixon sinh ra với hội chứng Down và từng là đại sứ cho Quỹ Hội chứng Down toàn cầu.

## Danh sách phim

### Điện ảnh
| Năm  | Phim                              | Vai diễn                        | Ghi chú       |
| ---- | --------------------------------- | ------------------------------- | ------------- |
| 1992 | Toys                              | Baker                           |               |
| 1996 | The Truth About Cats & Dogs       | Ed                              |               |
| 1996 | The Great White Hype              | Hassan El Ruk'n                 |               |
| 1997 | Booty Call                        | Bunz                            |               |
| 1998 | The Players Club                  | Blue                            |               |
| 1999 | Any Given Sunday                  | Willie Beamen                   |               |
| 2000 | Held Up                           | Michael                         |               |
| 2000 | Bait                              | Alvin Sanders                   |               |
| 2001 | Ali                               | Drew 'Bundini' Brown            |               |
| 2002 | Minority Report                   | Edward "Buttons"                |               |
| 2003 | Shade                             | Larry Jennings                  |               |
| 2004 | Breakin' All the Rules            | Quincy Watson                   |               |
| 2004 | Collateral                        | Max                             |               |
| 2004 | Ray                               | Ray Charles                     |               |
| 2005 | Stealth                           | Lt. Henry Purcell               |               |
| 2005 | Jarhead                           | Staff Sgt. Sykes                |               |
| 2006 | Miami Vice                        | Ricardo Tubbs                   |               |
| 2006 | Dreamgirls                        | Curtis Taylor, Jr.              |               |
| 2007 | The Kingdom                       | Ronald Fleury                   |               |
| 2007 | Elmo's Christmas Countdown        | Chính mình                      |               |
| 2009 | The Soloist                       | Nathaniel Ayers                 |               |
| 2009 | Law Abiding Citizen               | Nick Rice                       |               |
| 2010 | Valentine's Day                   | Kelvin Moore                    |               |
| 2010 | Due Date                          | Darryl                          |               |
| 2010 | I'm Still Here                    | Chính mình                      |               |
| 2011 | Rio                               | Nico                            | Lồng tiếng    |
| 2011 | Horrible Bosses                   | Dean "MF" Jones                 |               |
| 2012 | Django Unchained                  | Django Freeman                  |               |
| 2013 | White House Down                  | James Sawyer                    |               |
| 2014 | Rio 2                             | Nico                            | Lồng tiếng    |
| 2014 | The Amazing Spider-Man 2          | Maxwell "Max" Dillion / Electro |               |
| 2014 | A Million Ways to Die in the West | Django Freeman                  | Khách mời     |
| 2014 | Horrible Bosses 2                 | Dean "MF" Jones                 |               |
| 2014 | Annie                             | William Stacks                  |               |
| 2017 | Sleepless                         | Vincents Down                   |               |
| 2017 | Baby Driver                       | Leon "Bats" Jefferson III       |               |
| 2018 | The Samurai of Tsushima           | Jungata                         | Lồng tiếng    |
| 2018 | Robin Hood                        | Little John                     |               |
| 2019 | Just Mercy                        | Walter McMillian                |               |
| 2019 | QT8: The First Eight              | Chính mình                      | Phim tài liệu |
| 2020 | Project Power                     | Art Reilly                      |               |
| 2020 | Soul                              | Joseph "Joe" Gardner            | Lồng tiếng    |
| 2021 | Spider-Man: No Way Home           | Maxwell "Max" Dillon / Electro  |               |

### Truyền hình
| Năm        | Tiêu đề                                    | Vai                                 | Ghi chú                                                                |
| ---------- | ------------------------------------------ | ----------------------------------- | ---------------------------------------------------------------------- |
| 1991–1994  | In Living Color                            | Various                             | Main cast; Seasons 3–5; 95 episodes                                    |
| 1992–93    | Roc                                        | Crazy George                        | Seasons 2–3; 7 episodes                                                |
| 1996       | Hangin' with Mr. Cooper                    | HLV Armstrong                       | Episode: "Rivals"                                                      |
| 1996       | Moesha                                     | Woody                               | Episode: "Driving Miss Moesha"                                         |
| 1996–1997  | 3rd Rock from the Sun                      | Damon Whitaker (uncredited)         | 2 episodes                                                             |
| 1996–2001  | The Jamie Foxx Show                        | Jamie King                          | Main role; 100 episodes; also creator, director and executive producer |
| 2000, 2012 | Saturday Night Live                        | Chính mình (người dẫn chương trình) | Episodes: "Jamie Foxx/Blink-182" and "Jamie Foxx/Ne-Yo"                |
| 2001       | 2001 MTV Video Music Awards                | Chính mình (người dẫn chương trình) | Television special                                                     |
| 2003       | 2003 ESPY Awards                           | Chính mình (người dẫn chương trình) | Television special                                                     |
| 2004       | Redemption: The Stan Tookie Williams Story | Tookie                              | Television film                                                        |
| 2004       | Chappelle's Show                           | Black Tony Blair                    | Season 2, Episode 13                                                   |
| 2004       | 2004 ESPY Awards                           | Chính mình (người dẫn chương trình) | Television special                                                     |
| 2006       | Sesame Street                              | Chính mình                          | Episode: "Cookie World"                                                |
| 2009       | BET Awards 2009                            | Chính mình (người dẫn chương trình) | Television special                                                     |
| 2015       | 2015 iHeartRadio Music Awards              | Chính mình (người dẫn chương trình) | Television special                                                     |
| 2016       | Jackie Robinson                            | Jackie Robinson (voice)             | Ken Burns documentary for PBS                                          |
| 2017–nay   | Beat Shazam                                | Chính mình (người dẫn chương trình) | Also executive producer                                                |
| 2017       | White Famous                               | Jamie                               | Also executive producer                                                |
| 2018       | BET Awards 2018                            | Chính mình (người dẫn chương trình) | Television special                                                     |
| 2019       | Live in Front of a Studio Audience         | George Jefferson                    | Episode: "Norman Lear's All in the Family and The Jeffersons"          |
| 2021       | Dad Stop Embarrassing Me!                  | Brian Dixon                         | Main role; also executive producer                                     |

## Danh sách đĩa hát
- Peep This (1994)
- Unpredictable (2005)
- Intuition (2008)
- Best Night of My Life (2010)
- Hollywood: A Story of a Dozen Roses (2015)

## Lưu diễn
- The Unpredictable Tour (2006)
- The Blame It Tour (2009)